# Tiszacsermely
Tiszacsermely es un pueblo ubicado en el distrito de Cigánd, condado de Borsod-Abaúj-Zemplén, Hungría.

## Superficie
Posee una superficie de 20,28 kilómetros cuadrados.

## Demografía
Hasta 2022 la población era de 407 habitantes, con una densidad de población de 20,07 habitantes por kilómetro cuadrado.